# هنري تايلور (ملاكم)
هنري تايلور (بالإنجليزية: Henry Taylor)‏ (1914 - ) هو ملاكم أمريكي.

## روابط خارجية
- هنري تايلور على موقع بوكس ريك (الإنجليزية) (registration required)